# رون بريغز
رون بريغز (22 سبتمبر 1929 في أستراليا - 10 أكتوبر 2003) (بالإنجليزية: Ron Briggs)‏ هو لاعب كريكت أسترالي.

## وصلات خارجية
- رون بريغز على موقع إي آس بي آن كريك إنفو (الإنجليزية)